# Agitazione di Li Ji
L'agitazione di Li Ji (驪姬之亂, s 骊姬之乱S, Lí Jī zhī LuànP) fu una rivolta composta da una serie di eventi che ebbero luogo dal 657 al 651 a.C. nello Stato di Jin durante il periodo delle primavere e degli autunni nell'antica Cina, causati da Li Ji, la concubina del duca Xian di Jin che tentò di far mettere suo figlio Xiqi sul trono di Jin.

## Antefatto
Il duca Xian di Jin sposò sei moglie che gli diedero alla luce cinque figli. La prima fu Jia Jun (賈君) dello Stato di Jia (賈國). Qi Jiang (齊姜) diede alla luce il principe Shensheng. Hu Ji (狐姬) fu madre del principe Chong'er mentre la sorella minore Xiao Rongzi (小戎子) diede alla luce il principe Yiwu. Li Ji fu madre di Xiqi mentre sua sorella minore Shao Ji (少姬) fu madre di Zhuozi.

## Il duca Xian sposa Li Ji
In quel tempo il duca Xian stava considerando di prendere la sua concubina Li Ji come prima moglie ufficiale. Prima di fare ciò ad ogni modo chiese agli dei attraverso una divinazione per sapere se ciò fosse corretto o propizio per la sua vita. La risposta che egli ricevette non fu positiva. Chiese una seconda volta, questa volta ricevendone piena approvazione e quindi la legittimità a sostituire Qi Jiang con Li Ji.

## L'agitazione
Nel 665 a.C., nel XII anno di regno del duca Xian, Li Ji diede alla luce il principe Xiqi. Da quel momento Li Ji divenne fermamente intenzionata a far nominare suo figlio principe ereditario e sposò due dei migliori ufficiali del duca Xian, Liang Wu (梁五) e Dongguan Biwu (東關嬖五). I due ufficiali persuasero il duca Xian a lasciare che Shensheng, Chong'er e Yiwu lasciassero la capitale, Jiang (絳). I due ufficiali dissero al duca che i popoli di Ronge Di a nord avrebbero attaccato la regione di Jin. Il duca Xian inviò quindi il principe Shensheng a difendere Quwo. Il duca Xian inoltre inviò Chong'er a difendere la città di Pu (蒲), a nordovest della moderna contea di Xi nello Shanxi, e Yiwu a Erqu (二屈), nella moderna contea di Ji nello Shanxi.
Nel 656 a.C., Li Ji iniziò a complottare per intrappolare il principe Shensheng. Disse a Shensheng che egli avrebbe dovuto offrire sacrifici alla sua defunta madre Qi Jiang mentre si trovava a Quwo. Poi Li Ji suggerì che Shensheng inviasse a suo padre carne e vino come offerte sacrificali. Senza avvisare di questo il principe, Li Ji segretamente cosparse la carne ed il vino con del veleno. Prima di mangiare la carne inviatagli dal figlio, il duca Xian ne diede un pezzo al suo cane che immediatamente morì. Scoperto l'avvelenamento del cibo, il duca Xian inviò degli uomini a Quwo per arrestare Shensheng ed uccidere il suo maestro Du Yuankuan (杜原款). Saputa la notizia, Shensheng fuggì da Quwo.
Shensheng venne visitato dal fratellastro Chong'er a Quwo il quale gli consigliò di difendersi davanti al duca Xian, rivelando il complotto di Li Ji. Shensheng replicò di non voler spezzare il cuore di suo padre rivelandogli il complotto di sua moglie. Quando allora Chong'er gli consigliò di fuggire, egli replicò che se fosse fuggito avrebbe ammesso implicitamente la colpa di cui veniva accusato dal genitore ed aggiunse che in quel momento nessuno al mondo avrebbe potuto proteggerlo. Shensheng a quel punto si impiccò il 7º giorno del 2º mese del 656 a.C.
Le generazioni future ammirarono la pietà filiale e la lealtà del principe Shensheng e lo soprannominarono "Gong Taizi" (恭太子) o "Gong Shizi" (恭世子), entrambi col significato di "rispettabile principe della corona".

## Conseguenze
Dopo che il principe Shensheng si fui suicidato, Li Ji falsamente accusò Chong'er e Yiwu della rivolta, ed i due principi fuggirono a Pu e ad Erqu, rispettivamente. Nel 655 a.C., nel XXII anno del suo regno, il duca Xian inviò delle truppe a Pu e ad Erqu per catturare i due figli. Chong'er fuggì presso la tribù Di, da cui proveniva sua madre, con alcuni dei suoi sudditi più fedeli: Zhao Cui (趙衰), Hu Yan (狐偃), Jiu Fan (咎犯), Jia Tuo (賈佗) e Xian Zhen (先軫).
Nel 655 a.C., il duca Xian inviò delle truppe guidate da Jia Hua (賈華) per attaccare il principe Yiwu ad Erqu ma Yiwu fuggì nello Stato di Liang.
Dopo la morte del duca Xian nel 9º mese del 651 a.C., Li Ji pose sul trono il quindicenne principe Xiqi e nominò Xun Xi cancelliere per aiutarlo negli affari di governo. Nel 10º mese del 651 a.C., Li Ke (里克) uccise Xiqi ad un mese circa dalla sua ascesa. Il duca Xian non era ancora stato sepolto come prevedeva la tradizione. Xun Xi quindi pose Zhuozi sul trono ma anche Zhuozi era minorenne all'epoca. Dopo di ciò, Xun Xi terminò la sepoltura del duca Xian. Nell'11º mese del 651 a.C., Li Ke uccise Zhuozi e sua zia Li Ji. Xun Xi quindi si suicidò impiccandosi. Shao Ji, la sorella minore di Li Ji e madre di Zhuozi, venne imprigionata.
Li Ke invitò quindi il principe Chong'er che si trovava nello Stato di Qi ad ascendere al trono Jin, ma Chong'er declinò l'offerta. Li Ke invitò allora il principe Yiwu che si trovava nello Stato di Liang e questi accettò. Yiwu ascese al trono e divenne Duca Hui di Jin.